# Глебовка (Краснодарский край)
Гле́бовка — хутор в Кущёвском районе Краснодарского края.
Административный центр Глебовского сельского поселения.

## География
Расположен  на реке Большой Эльбузд бассейна реки Кагальник .

## История
Первое упоминание о хуторе Глебов  относится к 1858 году и он входил в Область Войска Донского. В хуторе находилась Успенская церковь. В 1888 году в Области Войска Донского был образован Ростовский округ, и в него вошёл посёлок Глебовский-Поздеев.

## Население
| 2002 | 2010  |
| ---- | ----- |
| 1437 | ↗1439 |

## Улицы
| - пер. Степной, - пер. Добренький, - пер. Кубанский, - пер. Речной, - пер. Центральный, - пер. Школьный, | - ул. Братская, - ул. Заречная, - ул. Красная, - ул. Набережная, - ул. Пролетарская, - ул. Элеваторная. |

## Известные уроженцы
- Литвинов, Павел Семёнович (1907—1943) — советский военнослужащий, майор, Герой Советского Союза.